# Doktorzy honoris causa Warszawskiego Uniwersytetu Medycznego
Doktorzy honoris causa Warszawskiego Uniwersytetu Medycznego – lista obejmująca doktorów honoris causa Uniwersytetu Warszawskiego obdarzeni tą godnością z wniosku Wydziału Lekarskiego UW (począwszy od 1921), a także doktorów honoris causa Akademii Medycznej w Warszawie oraz Warszawskiego Uniwersytetu Medycznego.

## Doktorzy honoris causa Uniwersytetu Warszawskiego z wnioskuWydziału Lekarskiego UW
- 1921
  - Józef Piłsudski (1867–1935, Naczelnik Państwa)
  - Władysław Stankiewicz (1837–1929, chirurg)
- 1924
  - Tadeusz Browicz (1847–1928, anatomopatolog)
- 1931
  - Bogdan Hutten-Czapski (1851–1937, twórca Fundacji na rzecz UW)
- 1937
  - Constantin D. Angelescu (1869–1948, chirurg)
- 1938
  - Edward Śmigły-Rydz (1886–1941, Marszałek Polski)
- 1947
  - Arthur Stoll(inne języki) (1887–1971, biochemik)[1]

## Doktorzy honoris causaAkademii Medycznej w Warszawie
- 1960
  - Wilder Penfield (1891–1976, neurolog)
- 1965
  - Eugeniusz Minkowski (1885–1972, psychiatra)
- 1975
  - Henryk Brokman (1886–1976, pediatra)
  - Björn Folkow(inne języki) (ur. 1921, fizjolog)
  - Adam Gruca (1893–1983, ortopeda)
  - Jan Oszacki (1915–1982, chirurg)
  - Edward J. Shellard (ur. 1913, farmaceuta)
  - Witold Eugeniusz Zawadowski (1888–1980, radiolog)
- 1976
  - Aleksander Rytel(inne języki) (1896–1984, internista)
- 1977
  - David J. Waterston (1910–1985, chirurg dziecięcy)
- 1978
  - Ludwig Mecklinger(inne języki) (1919–1994, specjalista medycyny społecznej)
  - Witold Rudowski (1918–2001, chirurg)
- 1980
  - Halfdan T. Mahler (ur. 1923, dyrektor generalny WHO)
  - Bernard Sureau (1914–1989, fizjolog)
- 1981
  - Piotr Kubikowski (1903–1991, farmakolog)
- 1982
  - Jerzy Choróbski (1902–1986, neurochirurg)
- 1983
  - Maurice Dérot(inne języki) (1901–1985, nefrolog)
- 1984
  - Jean-Claude Czyba (1934 2016, histolog)
  - Bengt E. Öwall (ur. 1935, stomatolog)
- 1986
  - Richard N. Fine(inne języki) (ur. 1937, pediatra)
- 1988
  - Milan R. Dimitrijevic(inne języki) (ur. 1931, neurolog)
- 1990
  - Douglas Bratthall (1938–2006, stomatolog)
  - Frans M.J. Debruyne(inne języki) (ur. 1941, urolog)
  - Albert Herz(inne języki) (ur. 1921, neurofarmakolog)
  - David H. Shmerling (ur. 1928, pediatra)
  - Stefan Wilk (1917–2008, radiolog)
- 1992
  - Hansjörg Riehm(inne języki) (ur. 1933, pediatra)
- 1993
  - Henk C.S. Wallenburg (ur. 1938, ginekolog)
- 1994
  - Erhard Röder (ur. 1929, farmaceuta)
- 1996
  - Edward Donnall Thomas (ur. 1920–2012, hematolog)
- 1997
  - Michael Berger (1944–2002, diabetolog)
- 1988
  - John E. Cotes (ur. 1924, patofizjolog)
- 1999
  - Jan Nielubowicz (1915–2000, chirurg)
  - Tadeusz Orłowski (1917–2008, internista)
  - Alexander A. Borbély (ur. 1939, neurofarmakolog)
  - Franciszek Kokot (ur. 1929, nefrolog)
- 2000
  - Nicholas L. Tilney(inne języki) (ur. 1935–2013, transplantolog)
  - Hilary Koprowski (ur. 1916–2013, wirusolog)
  - Mark A. Hardy (ur. 1938)
- 2001
  - Henri Bismuth(inne języki) (ur. 1934, transplantolog)
- 2002
  - Antonio Onnis(inne języki) (ur. 1927, ginekolog)
  - Andrzej Szczeklik (ur. 1938–2012, internista)
  - Ewa Radwańska(inne języki) (ur. 1938, ginekolog)
  - Jerzy W. Kupiec-Węgliński (ur. 1951, transplantolog)
- 2003
  - Roger M. Greenhalgh (ur. 1941, chirurg)
- 2004
  - Charles Balabaud (ur. 1942, gastroenterolog)
- 2005
  - Zbigniew Religa (1938–2009, kardiochirurg)
  - Tadeusz Popiela (ur. 1933, chirurg)
- 2006
  - Barry Donald Kahan (ur. 1939, transplantolog)
- 2007
  - Kazimierz Ludwik Ostrowski (ur. 1921, histolog)[1]

## Doktorzy honoris causaWarszawskiego Uniwersytetu Medycznego
- 2008
  - Jerzy Hołowiecki (ur. 1937, hematolog)
  - Allen W. Cowley(inne języki) (ur. 1940, fizjolog)
- 2009
  - Kypros H. Nicolaides(inne języki) (ur. 1953, specjalista medycyny płodu)
  - Zbigniew Pawłowski (ur. 1926, specjalista medycyny tropikalnej, parazytolog)
- 2010
  - John Hansen (ur. 1943, hematolog i onkolog)
- 2011
  - Janusz Woytoń (ur. 1932, ginekolog)
  - August Heidland(inne języki) (ur. 1929, specjalista chorób wewnętrznych, nefrolog)
- 2013 
  - Per-Anders Abrahamsson(inne języki) (ur. 1949, urolog)
  - Zbigniew Darżynkiewicz (ur. 1936, onkolog)
- 2014
  - Jerzy Buzek (ur. 1940, Prezes Rady Ministrów 1997–2001, Przewodniczący Parlamentu Europejskiego 2009–2012)
  - Daniel Jaeck(inne języki) (ur. 1943, chirurg)[1]
- 2016
  - Jean Bousquet(inne języki) (ur. 1946, alergolog, pulmonolog)
  - Dietger Walter Niederwieser (ur. 1952, hematolog, onkolog)
  - Witold Rużyłło (ur. 1939, kardiolog)
- 2018
  - Ewa Kuligowska (radiolog)
  - Eric Van Cutsem (specjalista chorób wewnętrznych, onkolog)
  - Matthias F. Melzig (farmaceuta, biolog)
- 2019
  - Piotr Kasprzak (ur. 1951), chirurg naczyniowy[2]
- 2020
  - Zdzisław Machoń (ur. 1929), farmaceuta[2]